# Anticla flavaria
Anticla flavaria är en fjärilsart som beskrevs av Pieter Cramer 1781. Anticla flavaria ingår i släktet Anticla och familjen silkesspinnare. Inga underarter finns listade i Catalogue of Life.

## Bildgalleri

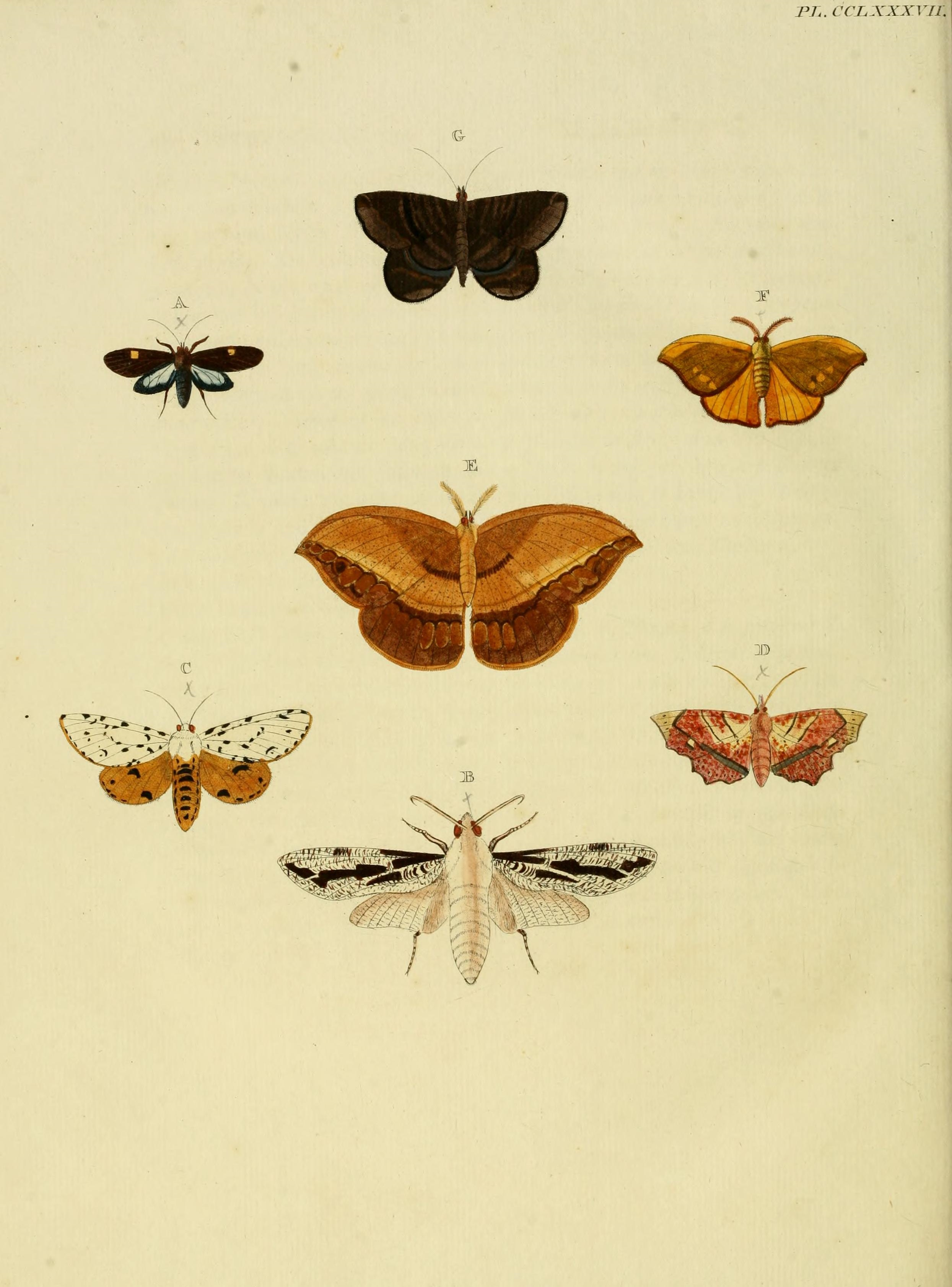